# Josef Quadflieg (Religionspädagoge)
Josef Quadflieg (* 19. Juni 1924 in Herzogenrath; † 1. März 2020 in Trier) war ein deutscher Religionspädagoge und verfasste in großem Umfang religionspädagogische Literatur.

## Leben
Nach dem Besuch der Volksschule wechselte Josef Quadflieg 1935 auf das Städtische Progymnasium Herzogenrath.  1942 wurde er nach dem Abitur zur Wehrmacht eingezogen. 1945 wurde er in Lettland verwundet und geriet später in amerikanische Gefangenschaft. Nach Frankreich zum Minenräumen überstellt, wurde er 1947 aus der Kriegsgefangenschaft entlassen. Er studierte an der Pädagogischen Akademie Aachen und trat 1949 seine erste Lehrerstelle an. Später wirkte er als Lehrer in Haaren bei Aachen, als Lehrer in der katholischen Volksschule Bardenberg und Rektor dieser Schule. Nach seiner Tätigkeit als Schulrat in Geilenkirchen wurde er 1964 kirchlicher Beamter im Bistum Trier. Ab 1968 war er Leiter des neugegründeten Katechetischen Instituts (KIBT). Es war von Bischof Bernhard Stein, Impulse des II. Vatikanischen Konzils (1962–1965) aufnehmend, gegründet worden und war für die Unterstützung des Religionsunterrichts und der Katechese sowie für die Förderung der religiösen Erziehung im Elementarbereich im Bistum Trier zuständig. Internationale Anerkennung erfuhr der Trierer Plan. Seit 1976 entstanden im Institut Arbeitshilfen für die religiöse Erziehung im Kindergarten. Das renommierte Institut wurde 2007 vom Trierer Bischof Reinhard Marx geschlossen.
Seit 1986 widmete sich Quadflieg ausschließlich seiner schriftstellerischen Tätigkeit. Er war verheiratet und hatte vier Kinder.
Das schriftstellerische Schaffen Josef Quadfliegs umfasste religionspädagogische Werke, die fünf Gruppen zugeordnet werden können:
- Katechetische Werke vorrangig zur Liturgie und den Sakramenten
- Schulbücher für den Religionsunterricht
- Bibelausgaben und Bücher zu biblischen Themen
- hagiographische Literatur
- erzählende Literatur

Hinzu trat eine diese Veröffentlichungen einordnende religionspädagogische Fachliteratur. Einige seiner Bücher wurden in 10 Sprachen übersetzt.
Mit den Jahren trat bei Quadflieg die Ausrichtung der Publikationen an kirchlich-liturgischen Vollzügen und an einer aus späterer Sicht naiv-gläubigen Frömmigkeit deutlich zurück. Insbesondere die religionspädagogischen und didaktischen Werke  von Hubertus Halbfas, die die Ergebnisse der historisch-kritischen Bibelexegese reflektierten und einbezogen, leiteten bei Quadflieg eine Neuorientierung ein. An der Konzeption und Realisierung einer die Intentionen des II. Vatikanischen Konzils und der Gemeinsamen Synode der Bistümer in der Bundesrepublik Deutschland (Würzburger Synode) aufnehmenden religiösen Erziehung war Quadflieg führend beteiligt.
Seine Veröffentlichungen wiesen zunehmend Sachbuchcharakter auf. Dies entsprach dem Rückgang des Interesses am traditionell-katechetischen religiösen Kinderbuch seit den 1980er und 1990er Jahren. Mit dem Schwinden der religiösen Erziehung in der Familie konzentrierte sich die Nachfrage nach Büchern für Kinder mit religiöser Thematik zunehmend auf Anlässe wie im Brauchtum fest verankerte Heiligenfeste oder die Erstkommunion. Quadflieg nutzte diese Anlässe für eine zeitgemäße Ansprache von Kindern und Heranwachsenden auf Vorbilder hin. Seine Bibelausgaben für Kinder ermöglichten durch einführende und erläuternde Abschnitte sachgemäße Zugänge zum Bibeltext. Die den Text begleitende Bildebene korrespondiert der biblischen Symbolsprache und führt über ein vordergründiges Verständnis des erzählten Geschehens hinaus. In der Linie dieser Veröffentlichungen steht auch sein Jesus-Roman für Jugendliche. Weite Verbreitung fand sein Buch über große Persönlichkeiten der Menschheit, die die Welt bewegten. Im Zentrum dieser Lebensbilder der Zeitgeschichte steht das Grundanliegen, um das es Quadflieg in allen Veröffentlichungen ging: mehr Mensch werden.

## Werke (Auswahl)

### Als Autor
- Das Buch von den heiligen Namenspatronen, Düsseldorf 1954 (Illustration Johannes Grüger)
- Fromme Geschichten für kleine Leute, Düsseldorf 1956 (Illustration Johannes Grüger)
- Das Buch von den zwölf Aposteln, Düsseldorf 1957 (Illustration Johannes Grüger)
- Das Gotteskind, Düsseldorf 1957
- Bilderbibel, Düsseldorf 1958 (zusammen mit Willibrord Hillmann)
- Das Kinderbuch vom Kirchenjahr, Düsseldorf 1959 (zusammen mit Hans Hümmeler)
- Neue fromme Geschichten, Düsseldorf 1961(Illustration Johannes Grüger)
- Das große Buch von den heiligen Namenspatronen, Düsseldorf 1962 (Illustration Johannes Grüger)
- Aus dem Leben der Mutter Gottes, Düsseldorf 1963 (zusammen mit Emile D. Probst)
- Aus dem Leben des Hl. Franz von Assisi, Düsseldorf 1963 (zusammen mit Emile D. Probst)
- Wir Kinder beten, Donauwörth 1963
- Komm, Herr Jesus, Donauwörth 1964
- Laßt uns erheben Herz und Stimm, Donauwörth 1964
- Mein Spiel- und Werkblatt, Donauwörth 1964
- Was soll im Religionsunterricht des zweiten Schuljahres auswendiggelernt werden?, Donauwörth 1964
- Beichtbüchlein für Kinder, Donauwörth 1965
- Das Buch von den heiligen Engeln, Donauwörth 1965
- Jesus führ uns zum Vater, Donauwörth 1965
- Komm, Heiliger Geist!, Donauwörth 1965
- Der liebe Gott und die Kinder, Donauwörth 1965
- Aus dem Leben des Heiligen Antonius  von Padua, Düsseldorf 1965 (zusammen mit Emile D. Probst)
- Aus dem Leben des Heiligen Paulus, Düsseldorf 1965 (zusammen mit Emile D. Probst)
- Aus dem Leben des Hl. Martin, Düsseldorf 1965 (zusammen mit Emile D. Probst)
- Aus dem Leben des Hl. Nikolaus, Düsseldorf 1965 (zusammen mit Emile D. Probst)
- Erstkommunionbüchlein, Donauwörth 1966
- Handbuch zum Sakramentenunterricht  mit Kleinschulkindern, Donauwörth 1966
- Meßbüchlein für Kinder, Donauwörth 1966
- Pony Plüschrücken, Donauwörth 1966
- Immer bei Jesus, Donauwörth 1967

- Vierundzwanzig Geschichten von der Heiligen Messe, Trier 1967
- Was soll aus Karl-Hermann werden?, Trier 1967
- Abenteuer mit der Roten Acht, Donauwörth 1968
- Der neue Katechismusunterricht, München 1969 (zusammen mit Gabriele Miller)
- Unsere Mutter kriegt ein Baby, Trier 1969 (zusammen mit Lieselotte Mende)
- Hundert Gebete für Kinder, Donauwörth 1970
- Kleine Kinder, große Welt, Donauwörth 1972 (zusammen mit Georg Stein)
- Arbeitshilfen zur religiösen Erziehung und Glaubensunterweisung in Kindergärten und Vorschulklassen, München 1972
- Fünfzig Vorlesegeschichten, Donauwörth 1972
- Religionspädagogischer Kurs für Kinder, Donauwörth 1972
- Theologie in Kinderköpfen?, Donauwörth 1972
- Das große Geschichtenbuch, Düsseldorf 1975
- Fünfzig neue Vorlesegeschichten, Donauwörth 1976
- Aus dem Leben des Hl. Franz von Assisi, Düsseldorf 1978 (zusammen mit Emil Probst)
- Aus dem Leben des Heiligen Antonius von Padua, München 1980 (zusammen mit Emil Probst)
- Geschichten von der heiligen Messe, Trier 1981
- Mit Maria durch das Jahr, Trier 1982 (Illustration Ivana Bartak)
- Das Kinderbuch vom Glauben, Düsseldorf 1988
- Kindermeßbuch, Düsseldorf 1991 (Illustration Dörthe Bäumer)
- Das Kinderbuch von den Sakramenten, Düsseldorf 1990
- Die neue Bilderbibel, Düsseldorf 1990 (Illustration Tomie De Paola)
- Wenn du mir sagen kannst, wo Gott ist, Donauwörth 1992
- Kleine Kinderbibel, Düsseldorf 1992 (Illustration Dörthe Bäumer)
- Steh auf und geh, Düsseldorf 1992 (Illustration Tomie De Paola)
- Der verborgene Schatz, Düsseldorf 1992 (Illustration Tomie De Paola)
- Die Weihnachtsgeschichte, Düsseldorf 1993 (Illustration Tiina Lindström)
- Nikolaus von Myra (Illustration Renate Fuhrmann), Düsseldorf 1994
- Geschichten aus dem Alten Testament, Düsseldorf 1994 (Illustration Tomie De Paola)
- Geschichten aus dem Neuen Testament, Düsseldorf 1994 (Illustration Tomie De Paola)
- Die Heiligen Drei Könige, Düsseldorf 1994 (Illustration Tomie De Paola)
- Kindergebete, Düsseldorf 1994 (Illustration Karin Oest)
- Die Bibel, Düsseldorf 1994 (mit Bildern von Rita Frind, Sachzeichnungen von Annemarie und Josef Schelbert)
- Die Ostergeschichte, Düsseldorf 1995 (Illustration Tiina Lindström)
- Der Sturm auf dem Meer, Düsseldorf 1995 (Illustration Tomie De Paola)
- Das verlorene Schaf, Düsseldorf 1995 (Illustration Tomie De Paola)
- Maria von Nazaret (Illustration Renate Fuhrmann), Düsseldorf 1995
- Die Bibel für den Unterricht in der Grundschule und in der Orientierungsstufe, Düsseldorf 1995 (mit Bildern von Rita Frind, Sachzeichnungen von Annemarie und Josef Schelbert)
- Die Bibel für den Unterricht, Kommentar Altes Testament, Düsseldorf 1996
- Christophorus, Düsseldorf 1996 (Illustration Tomie De Paola)
- Franziskus, Düsseldorf 1996 (Illustration Tomie De Paola)
- Gute Nacht!, Düsseldorf 1996 (Illustration Karin Oest)
- Hildegard von Bingen, Düsseldorf 1997 (Illustration Renate Fuhrmann)
- Helden, Heilige und Halunken, Düsseldorf 1995
- Das kleine Buch von den heiligen Namenspatronen, Düsseldorf 1997
- Vom Aufgang der Sonne, Düsseldorf 1998 (Illustration Karin Oest)
- Die Bibel für den Unterricht, Kommentar Neues Testament, Düsseldorf 1998
- Jesus, Geschichte eines Lebenden. Jugendroman, Düsseldorf 1999
- Franziskus von Assisi, Düsseldorf 2000 (Illustration Ivan Gantschev)
- Martin von Tours (Illustration Renate Fuhrmann), Düsseldorf 2000
- Sie bewegten die Welt, Düsseldorf 2000
- Die Geschichte des Christentums, Düsseldorf 2002
- Tamar und ihre Freunde erzählen von Jesus, Düsseldorf 2004 (nach dem französischen Original von Jean Debruynne)
- Nikolaus von Myra (Illustration Julian Jusim), Düsseldorf 2005
- Martin von Tours (Illustration Julian Jusim), Düsseldorf 2006
- Herr von Hochrück und die Frösche, Düsseldorf 2006
- Franziskus von Assisi, Frankfurt 2014

### Als Herausgeber
- Ich bin da. Unterrichtswerk für die Primarstufe. Bd. 1–4. Zusammen mit Andreas Baur et al. Donauwörth 1972.
- Trierer Plan. Religiöse Erziehung der 3- bis 6jährigen. Zusammen mit Hildegard Bogerts, Horst-Dieter Noll und einer Arbeitsgruppe von Erzieherinnen. Trier 1976.
- „... etwas mehr Mensch“. Trier 1979.